# Endecasillabo
Endecasillabo (wł. jedenastozgłoskowiec) – najpopularniejsza forma wiersza włoskiego, jedenastozgłoskowiec wykazujący tendencję do jambicznego uporządkowania akcentowego. Format ten stanowi tworzywo klasycznych włoskich form stroficznych tercyny, sekstyny, oktawy i sonetu. Używali go poeci włoscy, jak Dante Alighieri, Francesco Petrarca, Ludovico Ariosto i Torquato Tasso.
Per me si va ne la città dolente,
per me si va ne l'etterno dolore,
per me si va tra la perduta gente.

Giustizia mosse il mio alto fattore:
fecemi la divina potestate,
la somma sapienza e 'l primo amore.

Dinanzi a me non fuor cose create
se non etterne, e io etterna duro.
Lasciate ogni speranza, voi ch'entrate".
(Dante, Boska komedia. Piekło, Pieśń III)
W wierszu włoskim nie wszystkie samogłoski się czyta - sąsiadujące samogłoski traktuje się jako pojedynczą sylabę.